# 웡죽항역
웡축항역(중국어: 黃竹坑)은 홍콩 지하철 남공도선의 환승역이다. 웡죽항충메이 (黃竹坑涌尾)의 웡죽항천과 옛 웡죽항 주택단지 부지 외곽에 건설되었다. 2016년 12월 28일 남공도선 전구간 개통과 함께 문을 열었다. 역 남쪽에는 남공도선 차량기지가 위치해 있다.
역명은 실제 역 위치로부터 동쪽에 있는 웡죽항 (黃竹坑)에서 따왔으며, 이 지역 주민들의 역세권 역할 뿐만 아니라 흥입로드 (Heung Yip Road)로 들어가는 대중교통 환승지점으로도 기능하고 있다. 또 인도교 망을 통해 추후 개발될 상업, 주거지역으로 이어질 예정이며 섬완 지역 전반에 걸쳐 교통중심지로 기능하게 될 예정이다.
홍콩에서는 튄문강의 튄문역과 시우홍역, 윈롱천의 롱핑역에 이어 강 위에 건설된 네번째 전철역이기도 하다.

## 역사
2016년 12월 28일 남공도선 개통과 함께 개업하였다.
추후 남공도선 동부와 남공도선 (서단)을 잇는 환승역이 될 전망이다. 서단선의 역은 기존 남공도선 역 승강장 위에 지어질 예정이다.

## 역 구조
| U2 승강장 | 승강장 2                    | → 남공도선 (동단) 애드미럴티 방면 (오션파크) → |
| U2 승강장 | 섬식 승강장, 오른쪽 문 열림 |                                                |
| U2 승강장 | 승강장 1                    | ← 남공도선 (동단) 호이이분도 방면 (레이둥)     |
| U1        | 대합실                      | 고객 서비스, MTR샵                             |
| U1        | 대합실                      | 인도교                                         |
| G         | 지상층                      | 출구, 대중교통 환승                            |
| G         | 차량기지                    | 웡축항 차량기지                                |

1면 2선 섬식 승강장 구조의 고가역이며, 시공은 항철공사의 발주로 아이다스 (Aedas)가 맡았다.
역내에는 작가 차오한카이 (Chao Harn-kae)의 벽화 <Huddle>이 설치되어 있으며 새가 날아가는 모습을 형상화했다.

### 입구/출구
섬완 지역의 여러 동네로 이어지는 인도교가 설치되어 있다. 추후 웡죽항역 대중교통 환승정거장으로 연결되어 다른 대중교통으로 쉽게 갈아탈 수 있도록 할 전망이다.
출구는 총 3곳이며 그 가운데 B출구는 출입구가 3곳으로 한번 더 나뉜다. 웡죽항 로드와 흥입 로드를 가로질러 B출구로 연결되는 인도교가 2016년 4월 3일에 개통되었다.
- A1/A2 : 흥입 로드 중앙부 대중교통 환승정거장 [5] (엘레베이터 1곳)[2]
- B : 남롱산 로드, 웡죽항 로드, 헝공자이 (애버딘), 웡죽항 산업지구, 입간 스트리트, 입힝 스트리트 (인도교 경유)  (엘레베이터 3곳)[5]
- C : The Southside

## 웡축항 차량기지
현재 웡죽항역이 웡죽항 주택지구 부지의 북쪽을 차지한다면, 그 남쪽에는 웡죽항 차량기지가 위치해 있다. 이 차량기지에는 남공도선 열차의 정차 및 유지보수가 이뤄진다. 차량기지는 창고 건물로 완전히 둘러싸여 있으며 인근 지역의 소음 공해를 방지하기 위해 움푹 들어간 곳에 자리잡고 있다.
차량기지 바로 윗쪽 동네에는 항철공사의 주택단지 개발이 이뤄질 전망이다. 약 4,700채 규모의 14개 주택구역과 상업단지로 구성된다.